# Rovell (òxid)

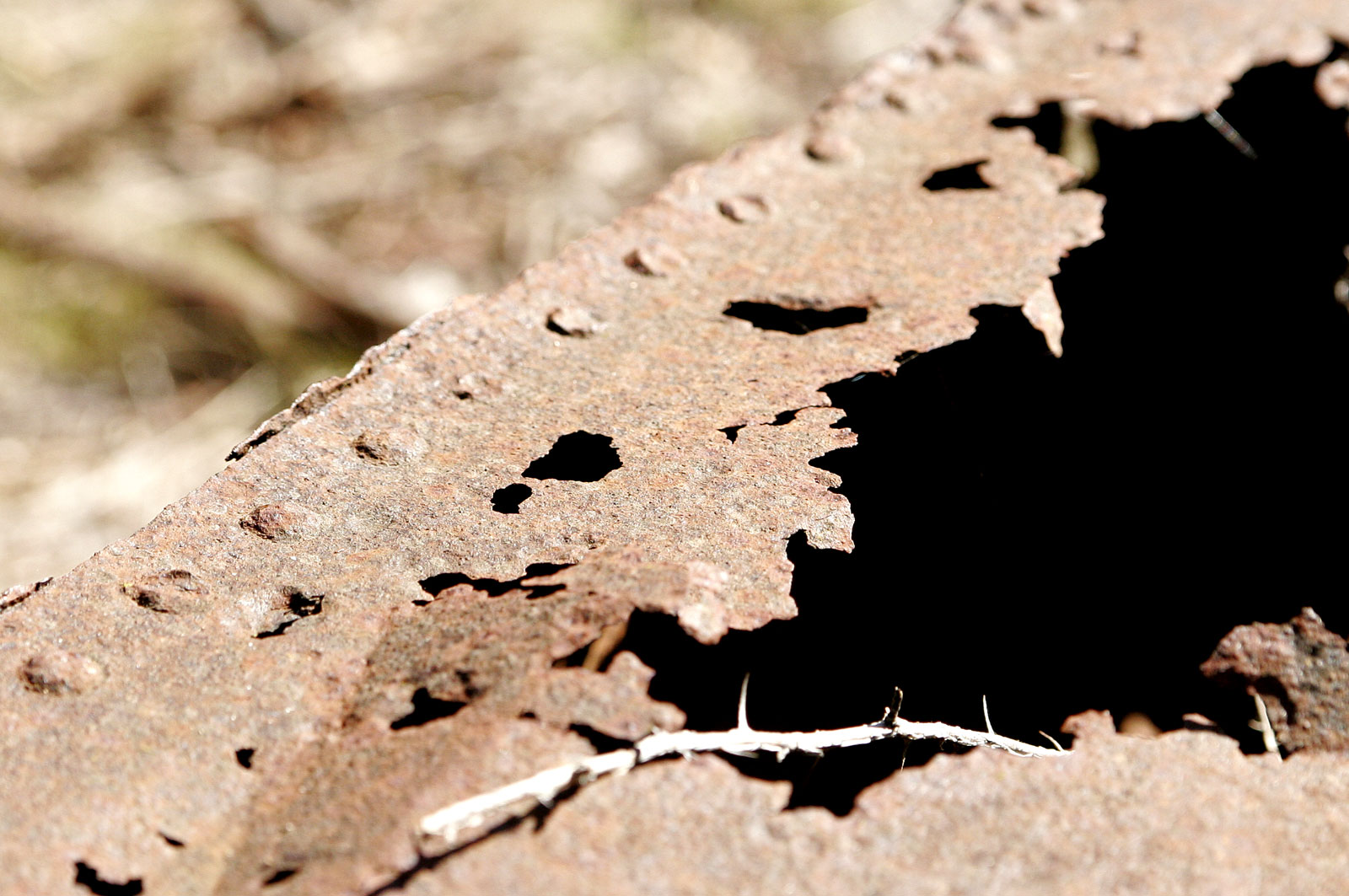
Una xapa rovellada

El rovell és la substància de color ros formada quan els compostos que contenen ferro es corroeixen en presència de d'oxigen i d'aigua. És una reacció d'oxidació reducció lenta que porta a la formació d'òxids o d'hidròxids més o menys hidratats i mal cristal·litzats, dels quals el més estable és l'hematites.
El rovell és doncs una barreja complexa, composta d'òxids i d'hidròxids de ferro.
El ferro metàl·lic, obtingut per un tractament reductor del mineral vermell que conté òxids de ferro, en alts forns, tendeix a tornar-se a un estat oxidat una vegada exposat a l'aire i a l'aigua.

## Mecanisme probable de formació del rovell

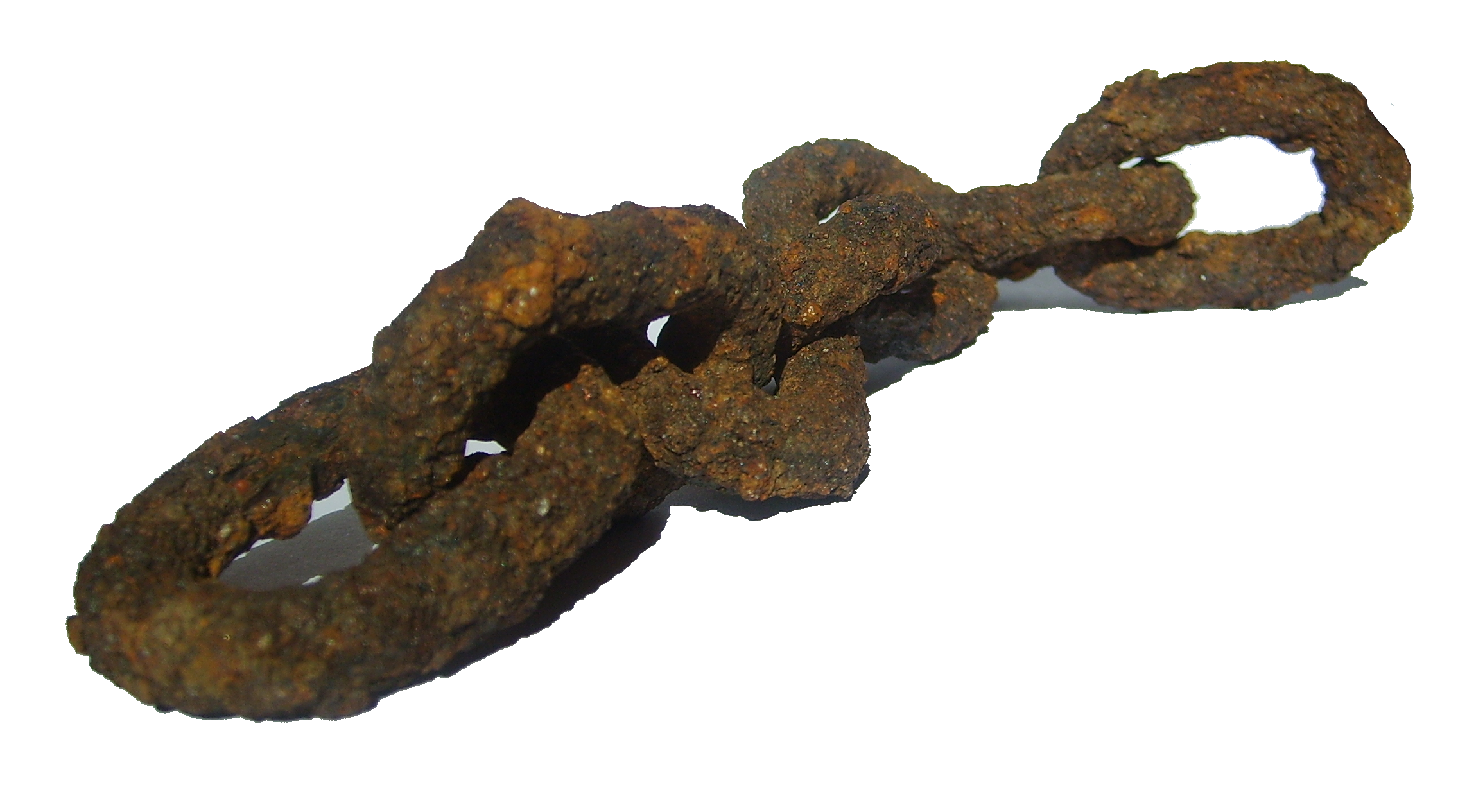
Una cadena rovellada.

El procés de formació del rovell pot ser descompost en tres etapes de base : 
- la formació d'hidròxid de ferro II [Fe(Oh)₂] per acció sobre el ferro dels ions hidròxids conjuntament formats per reacció del dioxigen de l'aire amb l'aigua (reacció d'oxidació reducció);

- l'oxidació dels ions ferro II en hidròxid de ferro III sota l'acció del dioxigen de l'aire;

- finalment, la transformació espontània d'aquest sòlid en òxid de ferro III hidratat.

Quan el ferro (o l'acer) entra en contacte amb l'aigua, comença un lent procés electroquímic. Sobre la superfície del metall, del ferro (estat d'oxidació: 0) és oxidat per passar a l'estat d'oxidació II : Fe + 2OH- → Fe(OH)2 + 2e− mentre el dioxigen de l'aire (grau d'oxidació 0) és reduït en ió hidròxid: 2H2O + O2 + 4e- → 4OH-.
En el moment de la segona etapa (quasi instantània) l'hidròxid de ferro II és ràpidament oxidat en hidròxid de ferro III segons aquesta reacció: 4Fe(OH)2 + 2H2O + O2 → 4Fe(OH)3.
Finalment, aquest hidròxid de ferro III es transforma espontàniament en òxid de ferro IIII hidratat segons l'equació-balanç següent: 2Fe(OH)3 → Fe2O3.3H2O.
Remarques :
- L'existència de l'hidròxid de ferro trivalent és polèmica. Es formaria amb els compostos mal cristal·litzats assimilats en òxids hidratats anomenats ferrihidrites.

Per tant, es comprèn la necessitat de la presència d'aigua líquida, que intervé en cada etapa de la reacció química. La corrosió tendeix a progressar més ràpidament a l'aigua de mar que a l'aigua dolça, donat que aquesta última és força menys conductora. En efecte, en permetre l'aigua de mar (solució salina) la conducció elèctrica, afavoreix els desplaçament iònics i les reaccions d'òxido-reducció hi tindran un rendiment millor. La formació del rovell es veu igualment accelerada en presència d'àcids (per la mateixa raó), però impedida per l'acció de superfície de l'àcid nítric, és la passivació.
El rovell posseeix l'extrem inconvenient de debilitar les estructures que ataca. En efecte, el ferro sa és reemplaçat per això per l'òxid de ferro III, que és friable, porós i mal conductor. Si bé el fenomen de formació del rovell pot ser aturat per electròlisi, les parts corroïdes d'aquest objecte no podran tanmateix ser reconstituïdes per aquest mètode.
Quan es parla de rovell, es designa en primer lloc la corrosió del ferro, però en la vida quotidiana, es tracta generalment de la corrosió de l'acer, força més utilitzat actualment que el ferro pur.
Es parla també rovell blanc i rovell verd per designar barreges del ferro que es formen en el moment de la corrosió.